# Орештіоара-де-Жос
Орештіоара-де-Жос (рум. Orăștioara de Jos) — село у повіті Хунедоара в Румунії. Входить до складу комуни Беріу.
Село розташоване на відстані 271 км на північний захід від Бухареста, 24 км на південний схід від Деви, 117 км на південь від Клуж-Напоки.

## Населення
За даними перепису населення 2002 року у селі проживали 357 осіб, усі — румуни. Усі жителі села рідною мовою назвали румунську.